# Słownik wyrazów obcych Arcta

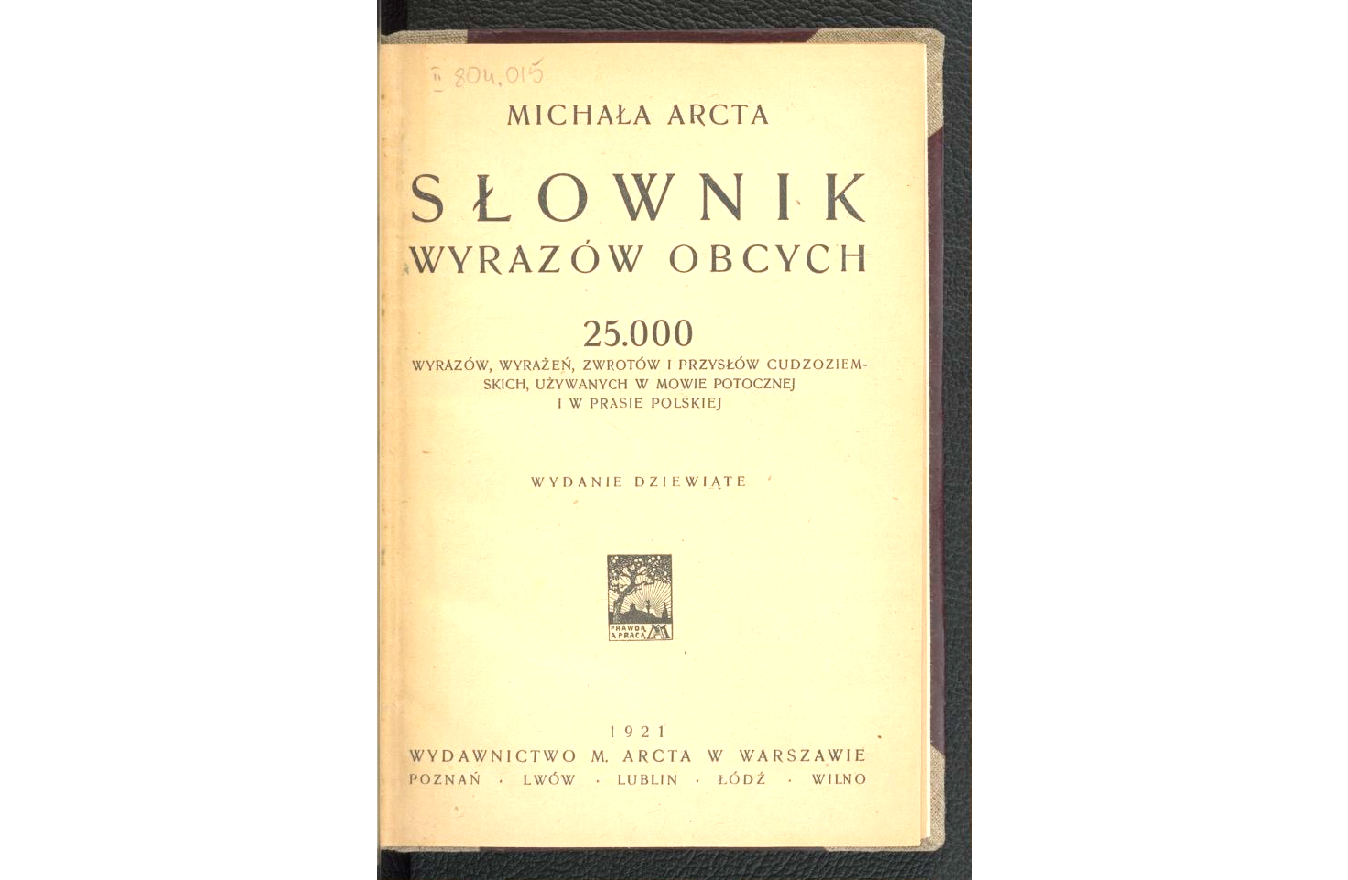
Słownik wyrazów obcych Arcta z 1921 roku

Słownik wyrazów obcych Arcta – od roku 1885 wielokrotnie wznawiany i uzupełniany w Wydawnictwie Michała Arcta słownik z wyrazami pochodzenia obcego w języku polskim. W odróżnieniu od słowników spolszczających nie miał charakteru purystycznego. 

## Historia
Pierwsze wydanie słownika wyrazów obcych M. Arcta datowane jest na rok 1885.  Ukazał się w Warszawie i został opracowany przez Henryka Wernica i Józefa Glińskiego. Liczył 338 stron i ok.  9800 haseł mono- i polisemicznych. Zawierał informacje o znaczeniu i pochodzeniu wyrazów hasłowych. Miał służyć „do podręcznego użytku przy czytaniu gazet, pism periodycznych i utworów beletrystycznych …”. Uwzględniał również słownictwo potoczne. Uzupełnieniem zawartości słownika są przysłowia i popularne w polszczyźnie zwroty, jak: Nec Hercules contra plures. W roku 1893 ukazało się drugie liczące 324 strony wydanie pod nowym tytułem Słowniczek 10 000 wyrazów, zwrotów i przysłów cudzoziemskich używanych w mowie potocznej i w prasie periodycznej polskiej. Jego powiększona do 538 stron (wydanie trzecie) wersja ukazała się w roku 1899.  Czwarte wydanie w roku 1904 liczyło 888 stron i 20 000 haseł. Językoznawca Henryk Ułaszyn zauważył krytycznie, że przynajmniej jedną trzecią haseł  stanowią objaśnienia nazw własnych oraz pojęć z mitologii, historii, literatury, a takie hasła powinny być ujmowane w encyklopediach, a nie w słowniku językowym. Ułaszyn wytknął też techniczne i merytoryczne braki opisu: niekompletny spis skrótów, uproszczone informacje etymologiczne, niepoprawną transkrypcję fonetyczną. 
Kolejne edycje słownika nawiązywały do wydania czwartego, były albo wydaniami skróconymi, albo poszerzonymi w stosunku do wydania z 1904. W roku 1907 ukazało się piąte wydanie słownika (1008 stron, 20 000 haseł). Ułaszyn skrytykował brak poprawek w stosunku do wydania poprzedniego. 
Wydanie szóste z 1912 przejrzane i poprawione przez Ułaszyna liczyło 1167 stron i 25 000 haseł. Część główna została poprzedzona Wyjaśnieniami wstępnymi i dwuczęściowym spisem skrótów. W części pierwszej zostało zamieszczonych 71 skrótów języków źródłowych, np.: a. – angielski, tur. – turecki, w. – włoski, a także np. żarg. – żargonowy. W części drugiej spisu znajdują się kwalifikatory  terminologiczne (np. archit. – architektura), kwalifikatory chronologiczne (np. daw. – dawny). Zmiany dotyczyły głównie definiowania znaczeń, transkrypcji zapożyczeń cytatowych i oznaczania źródeł zapożyczeń. Z niewielkimi poprawkami drukowane były  kolejne wydania słownika.  W 1921 miało miejsce wydanie dziewiąte liczące 25 000 haseł.  W 1939 roku ukazało się wydanie siedemnaste. Po wojnie w 1947 wydrukowane zostało kolejne wydanie pod tytułem Słownik wyrazów obcych 33 000 wyrazów, wyrażeń i przysłów cudzoziemskich. Ostatnim, dziewiętnastym wydaniem był dokonany w Londynie w roku 1959 fotolitograficzny przedruk wydania osiemnastego. 

## Makrostruktura
źródło: wydanie dziewiąte z 1921 roku
Przed częścią główną (alfabetycznym wykazem haseł z ich opisem) występują: wstępne wyjaśnienia dotyczące posługiwania się słownikiem i spis skrótów. Skróty odnoszą się do języków, od których pochodzą wyrazy obce jako hasła, np. jap. – japoński, ł. – łacina, rum. – rumuński, tur. – turecki, węg. –  węgierski,  stpers. – staroperski, tyb. – tybetański.
Obok haseł jednowyrazowych zarejestrowano wiele wyrażeń wieloczłonowych, w tym przysłowia, sentencje, skrzydlate słowa, np.: Ab ovo (od początku), Amor omnia vincit (miłość wszystko zwycięży).

## Mikrostruktura
źródło: wydanie z roku 1921
Artykuł hasłowy zawiera objaśnienie znaczenia wyrazu hasłowego, w tym również za pomocą synonimów, bez zamiaru wyeliminowania wyrazu obcego. Stosowane są skróty, głównie jako informacje o pochodzeniu wyrazu obcego, a również jako kwalifikatory terminologiczne, np. filoz. – filozofia.
Przykłady artykułów hasłowych:
Abonament f. opłata z góry za czytanie książek, wypożyczanie nut, za bilety na kilka przedstawień, przedpłata
Zadebetować obciążyć rachunek
Zecer n. w drukarstwie: składacz, składający czcionki do druku …
Zoolog g. zajmujący się nauką o zwierzętach
Zupa n. polewka, potrawa płynna
Do niektórych zapożyczeń została dołączona transkrypcja wymowy:
Zollamt n. (colamt) komora celna
Niektóre artykuły hasłowe mają strukturę alfabetyczno-niszową: po haśle głównym podane są w kolejności alfabetycznej podhasła, np.:
Abstrakcja (hasło główne), abstrakcyjny (podhasło)
Anarchija (hasło główne), anarchista, anarchizm (podhasła)